# Habronattus texanus
Habronattus texanus är en spindelart som först beskrevs av Chamberlin 1924.  Habronattus texanus ingår i släktet Habronattus och familjen hoppspindlar. Inga underarter finns listade i Catalogue of Life.